# バリンタン海峡
バリンタン海峡(バリンタンかいきょう、Balintang Channel)はルソン海峡にあるフィリピン領のバタン諸島とバブヤン諸島の間の小さな海峡。中間部にはバリンタン諸島が存在している。
近郊海域はフィリピンと台湾がEEZや漁業権をめぐる論争が存在し、2013年には海峡付近でフィリピン沿岸警備隊が台湾漁船に銃撃を行う事件が発生している。